# Magyarország madártávlatból (2014)
A Magyarország madártávlatból az Ozone Network/Ozone TV és az Origo.hu 2014-ben indult ismeretterjesztő filmsorozata, amelyben drónfelvételekkel mutatják be Magyarország különböző tájait. Eddig 15 rész készült belőle. A 4 részes első éved 2014. december 22-én debütált az Ozone Network YouTube csatornáján, amit a televízió 2014. december 24-én és december 25-én dupla epizódokkal mutatott be. Az 5 részes második évad 2016 karácsonyán, a 6 részes harmadik évad 2018 karácsonyán debütált.

## Epizódok

### 2014
- 1. rész: Budapest
- 2. rész: Balaton-felvidék
- 3. rész: Eger és a Bükk
- 4. rész: Pécs és Baranya megye

### 2016
- 5. rész: Dunakanyar
- 6. rész: Zemplén
- 7. rész: Közép-Dunántúl
- 8. rész: Dél-Alföld
- 9. rész: Északnyugat-Dunántúl

### 2018
- 10. rész: Békés megye
- 11. rész: Szabolcs-Szatmár-Bereg megye
- 12. rész: Zala megye
- 13. rész: Nógrád megye
- 14. rész: Vas megye
- 15. rész: Borsod, Torna és Gömör

## Hiba
- A Zala megyét bemutató 12. részben a zalaegerszegi jeleneteknél a 35:09 és 35:23 perc között szentgotthárdi felvételeket vágtak be, amiknek a Vas megyét bemutató 14. részben van a helyük, valamint a 40:40 és 41:22 perc között, amikor Böde-Zalaszentmihályfa templomáról beszélnek, akkor egy egészen másik templomot mutatnak.
- A Vas megyét bemutató 14. rész elején megemlítik, hogy Velem és Cák községeket is megmutatják, de aztán valamiért mégsem került rá sor.

## Érdekesség
- Lillafüredet, Cserépfalut és Tardot a 3. és a 15. részben is bemutatják.
- Korábban a Magyar Televízió is készített ilyen címmel egy sorozatot Gyenes Károly rendezésében, de ott helikopter segítségével készítették a légi felvételeket, amit nagyon sok földi felvétellel is kiegészítetek, míg ebben a sorozatban csak elvétve láthatóak földi felvételek.